# José Calixto Martínez y Moreno
José Calixto Martínez y Moreno fue un Insurgente colimense que mantuvo la Insurgencia por la Independencia de México en Colima. Entre la tropa se le conocía como el "Cadenas”. Comenzó su lucha encabezando guerrillas y tomas de pequeños pueblos cercanos de la capital colimense sobre la base de su sistema militar. El 3 de mayo de 1811 logró apoderarse de la Villa de Colima por segunda vez, a pesar de que tuvo que desalojarla el 15 de mayo de 1811 por las fuerzas del militar y coronel realista del Río. Durante la guerra comando un grupo insurgente que se enfrentó a las fuerzas realistas en la Batalla de Llanos de Santa Juana. Luchó hasta su muerte por la Independencia de México.